# Justicia ochroleuca
Justicia ochroleuca es una especie de planta con flores perteneciente a la familia Acanthaceae.

## Distribución y hábitat
El área de distribución nativa de esta especie se extiende en la península de Malasia.

## Taxonomía
Justicia ochroleuca fue descrita por Carl Ludwig Blume y publicada en Bijdragen tot de flora van Nederlandsch Indië 14: 786, en 1826.

#### Etimología
Véase: Justicia
ochroleuca: epíteto latino que significa "blanco-amarillo pálido".